# Beretta 8000
Le Beretta 8000 Cougar est un pistolet italien, fabriqué dans de nombreux calibres. Il est aujourd'hui vendu comme Stoeger Cougar par une filiale américano-turque du célèbre fabricant d'armes de Gardone Val Trompia.

## Présentation
Le Beretta 8000 Cougar est commercialisé en depuis 1987, date à laquelle sa production débute en Italie. À partir de 2008, la fabrication de ce PA est délocalisée en Turquie et l'essentiel de cette production  est réservée à l'Amérique du Nord.

## Technique
Il adopte un système de tir culasse fermée avec un canon rotatif, revu et amélioré par Beretta, qui est aussi utilisé par le Beretta Px4 Storm. C'est un pistolet de taille compacte à grande capacité et avec une grande cadence de tir. Construit en alliage (carcasse) et acier (ensemble canon/culasse), il fonctionne en simple action/double action ou double action seule (DAO) :
- Cougar F: double/simple action. Sûreté ambidextre manuelle avec dispositif de désarmement du chien
- Cougar D: double action obligatoire, sans sûreté manuelle. Sûreté automatique sur le percuteur.
- Cougar G: double/simple action. Levier d'abattu du chien ambidextre.

Enfin cette gamme de PA est aussi fabriquée en acier inoxydable.

## La gamme des Beretta cougar
Selon le calibre et l'encombrement de l'arme, ce pistolet fut décliné en :
- 8000: 9 × 19 mm Parabellum ou 9 × 21 mm IMI (marché italien), chargeur  de capacité standard.
- 8000L: 9 × 19 mm Parabellum ou 9 × 21 mm IMI, version plus légère, capacité de chargeur réduite de 2 coups.
- 8000L type P: 9 × 19 mm Parabellum ou 9 × 21 mm IMI, version plus légère, capacité de chargeur standard.
- 8357: .357 SIG, chargeur de capacité standard.
- 8040: .40 S&W, chargeur de capacité standard.

- 8045: .45 ACP, chargeur de capacité standard.